# 2XS
2XS je třinácté studiové album skotské rockové hudební skupiny Nazareth, vydané v roce 1982 u A&M Records.

## Seznam skladeb
1. „Love Leads to Madness“ – 4:08
2. „Boys in the Band“ – 3:06
3. „You Love Another“ – 3:58
4. „Gatecrash“ – 3:19
5. „Games“ – 4:48
6. „Back to the Trenches“ – 4:02
7. „Dream On“ – 3:28
8. „Lonely in the Night“ – 4:21
9. „Preservation“ – 4:02
10. „Take the Rap“ – 2:42
11. „Mexico“ – 2:53

## Sestava
- Dan McCafferty – zpěv
- Manny Charlton – kytara
- Pete Agnew – baskytara, doprovodný zpěv
- Billy Rankin – kytara, doprovodný zpěv
- Darrell Sweet – bicí, perkuse, doprovodný zpěv
- John Locke – klávesy